# Leo Honkala
Leo Ilmo Honkala (Oulu, 8 gennaio 1933 – Oxelösund, 17 maggio 2015) è stato un lottatore finlandese, specializzato nella lotta greco-romana.

## Palmarès

### Giochi olimpici
- Bronzo a Helsinki 1952 nella lotta greco-romana, pesi mosca